# Vrbišnica
Vrbišnica falu Horvátországban Krapina-Zagorje megyében. Közigazgatásilag Hum na Sutlihoz tartozik.

## Fekvése
Krapinától 16 km-re északnyugatra, községközpontjától 1 km-re délkeletre fekszik.

## Története
A településnek 1857-ben 180, 1910-ben 258 lakosa volt. Trianonig Varasd vármegye Pregradai járásához tartozott. 2001-ben 275 lakosa volt.

## Külső hivatkozások
Hum na Sutli község hivatalos oldala